# Aislinn Paul
Aislinn Claire Tennant Paul (Toronto, 5 maart 1994) is een Canadese actrice.
Paul is vooral bekend door haar rol als Clare Edwards in de tienerserie Degrassi: The Next Generation, waarvoor ze in 2015 een Canadian Screen Award won. Andere televisieseries waarin zij speelde zijn onder andere Candles on Bay Street, Do or Die, Wild Card, Betrayed, Tell Me You Love Me en Doc. Daarnaast heeft ze een aantal rollen in films vertolkt. Zo speelde ze de rol van Chloe in de film Finn on the Fly en Alexa in Murder in the Hamptons.